# Alfred Tauber
Alfred Tauber (Pozsony, 1866. november 5. – theresienstadti koncentrációs tábor, 1942. július 26.) pozsonyi születésű osztrák matematikus.

## Élete
A bécsi egyetemen 1884-ben kezdte meg matematikai tanulmányait, 1889-ben (egyes források szerint 1888-ban) szerezte meg PhD fokozatát, 1891-ben történt meg habilitációja. A következő évben a Phönix biztosítótársaság vezető matematikusa volt, mígnem 1908-ban a bécsi egyetem rendkívüli tanára lett. 1933-ban az Osztrák Köztársaság Érdemrendjét (ezüst) kapta meg majd nyugdíjba ment, ám 1938-ig még tartott előadásokat, ekkor azonban lemondásra kényszerítették. 1942. június 28-29-én Theresienstadtba deportálták, ahol egy hónap múlva, július 26-án meggyilkolták.

## Publikációi
- Tauber, Alfred (1891). „Über den Zusammenhang des reellen und imaginären Theiles einer Potenzreihe (On the relation between real and imaginary part of a power series)”. Monatshefte für Mathematik und Physik 2, 79–118. o. DOI:10.1007/bf01691828.
- Tauber, Alfred (1895). „Ueber die Werte einer analytischen Function längs einer Kreislinie (On the values of an analytic function along a circle perimeter)”. Jahresbericht der Deutschen Mathematiker-Vereinigung 4, 115. o. [2015. július 1-i dátummal az eredetiből archiválva]. (Hozzáférés: 2015. június 29.)
- Tauber, Alfred (1897). „Ein Satz aus der Theorie der unendlichen Reihen (A theorem about infinite series)”. Monatsh. Math. U. Phys. 8, 273–277. o. DOI:10.1007/BF01696278.
- Tauber, Alfred (1920). „Über konvergente und asymptotische Darstellung des Integrallogarithmus (On convergent and asymptotic representation of the logarithmic integral function)”. Mathematische Zeitschrift 8, 62-62. o. DOI:10.1007/bf01212858.
- Tauber, Alfred (1922). „Über die Umwandlung von Potenzreihen in Kettenbrüche (On the conversion of power series into continued fractions)”. Mathematische Zeitschrift 15, 66–80. o. DOI:10.1007/bf01494383.

## Fordítás
- Ez a szócikk részben vagy egészben  az   Alfred Tauber című angol Wikipédia-szócikk ezen változatának fordításán alapul.  Az eredeti cikk szerkesztőit annak laptörténete sorolja fel. Ez a jelzés csupán a megfogalmazás eredetét és a szerzői jogokat jelzi, nem szolgál a cikkben szereplő információk forrásmegjelöléseként.